# Fehérarcú zöldfakopáncs
A fehérarcú zöldfakopáncs (Colaptes rubiginosus) a madarak (Aves) osztályának harkályalakúak (Piciformes) rendjébe, ezen belül a harkályfélék (Picidae) családjába tartozó faj.

## Rendszerezése
A korábbi rendszertani besorolások szerint, a Piculus nembe tartozott Piculus rubiginosus néven.

## Előfordulása
Mexikó, Belize, Costa Rica, Guatemala, Honduras, Nicaragua, Salvador, Panama, Trinidad és Tobago, valamint Argentína, Bolívia, Brazília, Kolumbia, Ecuador, Francia Guyana, Guyana, Peru, Suriname és Venezuela területén honos.

## Alfajai
- Colaptes rubiginosus aeruginosus (Malherbe, 1862)
- Colaptes rubiginosus alleni (Bangs, 1902)
- Colaptes rubiginosus buenavistae (Chapman, 1915)
- Colaptes rubiginosus canipileus (Orbigny, 1840)
- Colaptes rubiginosus chrysogaster (Berlepsch & Stolzmann, 1902)
- Colaptes rubiginosus coloratus (Chapman, 1923)
- Colaptes rubiginosus deltanus Aveledo & Gines, 1953
- Colaptes rubiginosus fortirostris
- Colaptes rubiginosus guianae (Hellmayr, 1918)
- Colaptes rubiginosus gularis (Hargitt, 1889)
- Colaptes rubiginosus meridensis (Ridgway, 1911)
- Colaptes rubiginosus nigriceps Blake, 1941
- Colaptes rubiginosus paraquensis W. H. Phelps & W. H. Phelps Jr, 1948
- Colaptes rubiginosus poliocephalus
- Colaptes rubiginosus rubiginosus (Swainson, 1820)
- Colaptes rubiginosus rubripileus (Salvadori & Festa, 1900)
- Colaptes rubiginosus tobagensis (Ridgway, 1911)
- Colaptes rubiginosus trinitatis (Ridgway, 1911)
- Colaptes rubiginosus tucumanus (Cabanis, 1883)
- Colaptes rubiginosus viridissimus Chapman, 1939
- Colaptes rubiginosus yucatanensis (Cabot, 1844)

## Megjelenése
Testhossza 20-23 centiméter, testtömege 75 gramm.

## Életmódja
Hangyákkal, termeszekkel, bogarakkal és azok lárváival táplálkozik.

## Szaporodása
Szaporodási időszaka február és május között van. Fészekalja 2-4 tojásból áll, melyet mind két szülő gondoz.